# Larnell Cole
Larnell James Cole (Manchester, Anglia, 1993. március 9. –) angol labdarúgó, középpályás, aki legutóbb a Radcliffe Borough játékosa volt.

## Pályafutása

### Manchester United
Cole gyerekkora óta a Manchester Uniteddel edzett, 2009-ben kapott szerződést az akadémián. 2011-ben, az ifibajnokságban mesterhármassal vette ki a részét csapata 6–1-es, Manchester City elleni győzelméből. Az FA Youth Cup negyeddöntőjében egy gólra váltott büntetővel és egy Ravel Morrisonnak adott gólpasszal 3–2-es győzelemhez segítette a manchesterieket a Liverpool ellen. A United később meg is nyerte a kupát.
Az első csapatban 2011. szeptember 20-án, egy Leeds United elleni Ligakupa-meccsen mutatkozott be, a 77. percben állt be csereként.

## Válogatott
Cole 2011. szeptember 1-jén, egy Hollandia elleni barátságos mérkőzésen debütált az angol U19-es válogatottban.

## Fordítás
- Ez a szócikk részben vagy egészben  a   Larnell Cole című angol Wikipédia-szócikk fordításán alapul.  Az eredeti cikk szerkesztőit annak laptörténete sorolja fel. Ez a jelzés csupán a megfogalmazás eredetét és a szerzői jogokat jelzi, nem szolgál a cikkben szereplő információk forrásmegjelöléseként.

## Külső hivatkozások
- Larnell Cole pályafutásának statisztikái a Soccerbase oldalon (angolul)

- Larnell Cole adatlapja a Manchester United honlapján